# Ray Corrigan
Ray "Crash" Corrigan, nato Raymond Benitz (Milwaukee, 14 febbraio 1902 – Brookings, 10 agosto 1976), è stato un attore statunitense.

## Biografia
Nato in Wisconsin, ha partecipato a tantissimi film di serie B di genere western. In particolare ha girato oltre venti film della serie Three Mesquiteers tra il 1936 ed il 1943 interpretando il personaggio di Tucson Smith e oltre venti film della serie Range Busters.
Era anche uno stuntman e spesso recitava come gorilla sul grande schermo usando appositi costumi. Nel 1934 ad esempio appare vestito da gorilla nel film Tarzan e la compagna. Negli anni '30 quindi interpretava acrobazie o piccole parti in film con il nome Ray Benard.
Nel 1936 ebbe successo con il ruolo da protagonista in un serial cinematografico della Republic Pictures dal titolo Undersea Kingdom. Il suo personaggio era conosciuto come Ray "Crash" Corrigan, nome che poi l'attore adottò. Ha fatto seguito il ruolo di John C. Fremont nel serial The Vigilantes Are Coming.
Sulla base di ciò, la Republic gli fece firmare un contratto che prevedeva la sua partecipazione come membro di un trio nella serie di western Three Mesquiteers, recitando in 24 dei 51 film realizzati dallo studio. 
Nel 1937 acquistò un terreno nella Simi Valley e lo trasformò in un ranch cinematografico chiamato Corriganville. Questo ranch, che conteneva anche laghi, montagne, grotte e edifici in cui alloggiavano le troupe, venne utilizzato per le riprese esterne di serie di film, lungometraggi e programmi televisivi. Tantissimi artisti transitarono da Corriganville, tra questi Gene Autry, Roy Rogers, John Wayne, Buster Crabbe e molti altri.
Nel 1938 lasciò la Republic e si accordò con la Monogram Pictures, con cui iniziò una nuova serie di western, Range Busters, interpretando un personaggio che portava il suo nome, quindi Ray "Crash" Corrigan. Recitò in 20 dei 24 film di tale serie, tra il 1940 ed il 1943.
In seguito è tornato a recitare in costumi da scimmia come in The Strange Case of Doctor Rx (1942), Captive Wild Woman (1943), Nabonga (1944) o come un bradipo preistorico in L'isola sconosciuta (1948). In The Ape (1940) recita con una maschera diversa, più sottile e mobile.
Nel 1948 vendette le sue tute da gorilla a Steve Calvert, che raccolse questa eredità artistica. Al contempo decise di aprire al pubblico il suo ranch per l'intrattenimento e per l'esecuzione di spettacoli western per turisti. 
Nel 1950 ebbe una sua trasmissione televisiva chiamata Crash Corrigan's Ranch.
Nel 1958 appare nel film Il mostro dell'astronave.
Nel 1966 il ranch Corriganville venne venduto a Bob Hope diventando Hopetown.
Ray "Crash" Corrigan è deceduto per un attacco di cuore nel 1976 all'età di 74 anni in Oregon.